# Pointinini
La pointinini (chaussure pointue) désigne une tendance ivoirienne et un type de chaussure.

## Description
Il s'agit de chaussures, souvent des souliers dont la particularité est que la partie avant est pointue et légèrement recourbée, disponible dans toutes les couleurs et dans différentes matières (cuir, daim, fibre synthétique...).
Outre les matières de base précédemment citées, un nombre considérable de chaussures faites en peau d'animaux, crocodile et python notamment, symbolise grandement le concept de pointinini, à travers le luxe et la classe attribués à ce type de chaussure.

## Tendance
Cette mode s'est fortement développée en Côte d'Ivoire. Cette tendance popularisée par les Ivoiriens s'est vite exportée dans les milieux africains du monde avec le Coupé-décalé et le concept du « farot » incarné par la JetSet.
L'artiste chanteur ivoirien, Abou Nidal en fait l'apologie dans son morceau « La chaussure qui parle » et dans d'autres de ses morceaux comme « Cé le moment » en montrant des dizaines de paires de grandes marques de luxe alignées.
La pointinini est un élément clé de l'« Afrodesign » ou « Afrostyle » moderne. La pointinini est un véritable phénomène de mode en Afrique notamment en Côte d'Ivoire ou au Cameroun, où elle constitue un véritable culte.

## Marques populaires
- J.M. Weston
- Hermès
- Prada